# Willistonina nigrofemorata
Willistonina nigrofemorata är en tvåvingeart som beskrevs av Wilcox 1935. Willistonina nigrofemorata ingår i släktet Willistonina och familjen rovflugor. Inga underarter finns listade i Catalogue of Life.